# Église Saint-Martin de Vicq-Exemplet
Pour les articles homonymes, voir Église Saint-Martin et Saint Martin.
L'église Saint-Martin de Vicq-Exemplet est une église catholique française. Elle est située sur le territoire de la commune de Vicq-Exemplet, dans le département de l'Indre, en région Centre-Val de Loire.

## Situation
L'église se trouve dans la commune de Vicq-Exemplet, au sud-est du département de l'Indre, en région Centre-Val de Loire. Elle est située dans la région naturelle du Boischaut Sud. L'église dépend de l'archidiocèse de Bourges, du doyenné du Boischaut Sud et de la paroisse de La Châtre.

## Histoire
L'église a fait l'objet d'un ensemble d'opérations de rénovation.

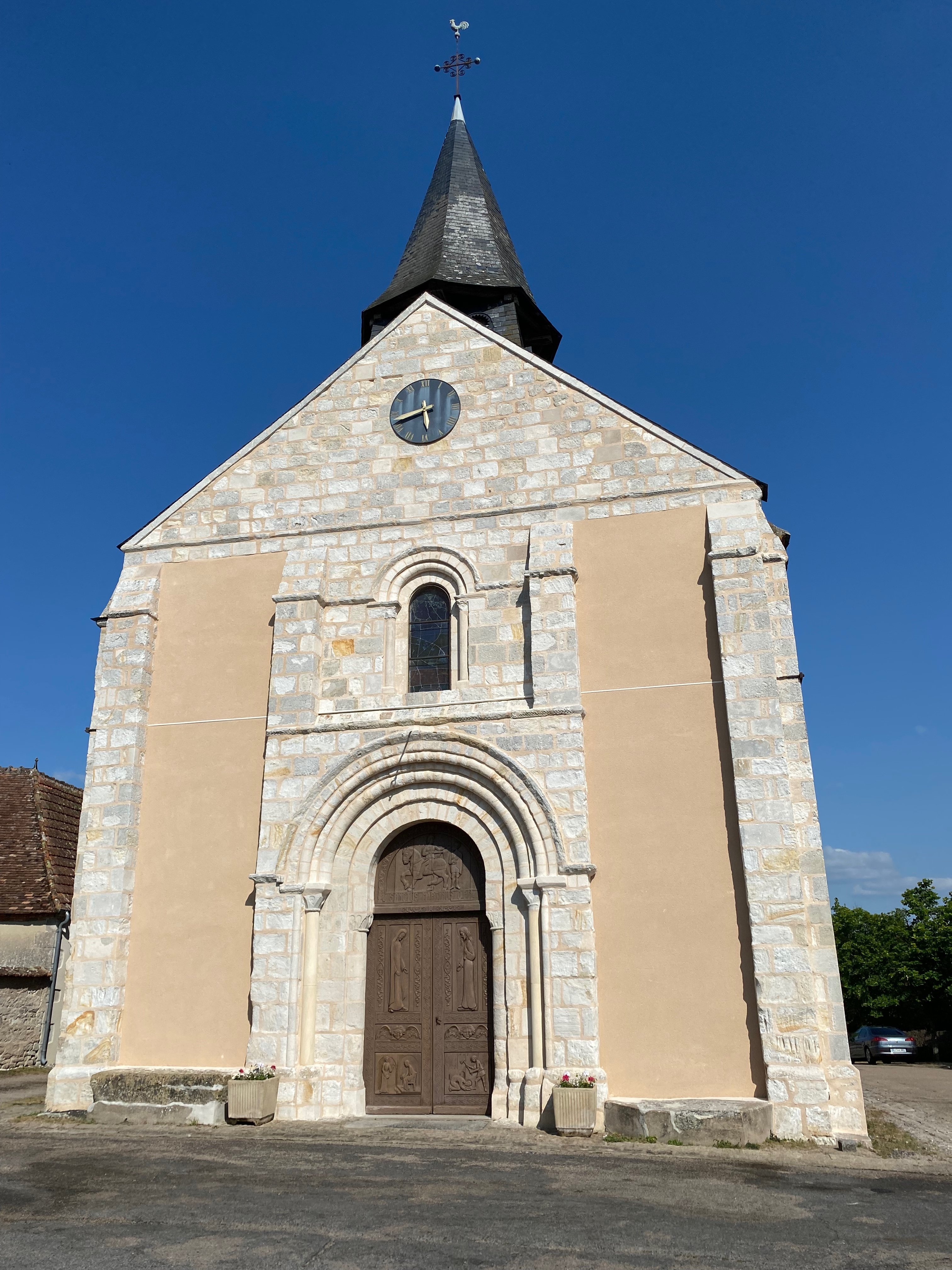
L'église Saint-Martin, en 2024.

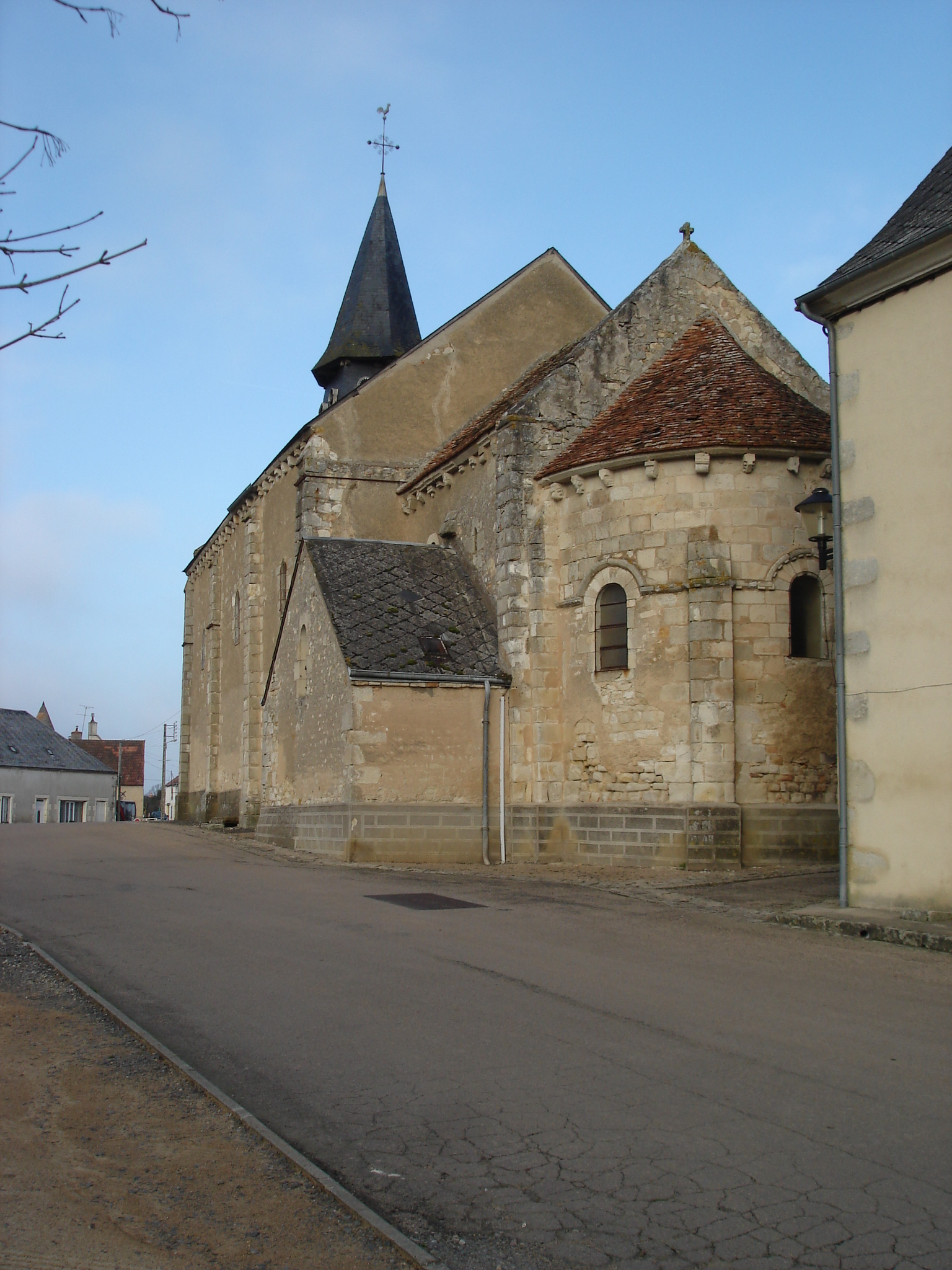
Chevet de l'église Saint-Martin, en 2012.